# Bethanie Mattek-Sands
Bethanie Mattek-Sands (født 23. marts 1985 i Rochester, Minnesota, USA) er en professionel tennisspiller fra USA.
Hun vandt guld under Sommer-OL 2016.